# EXPERIENCE MOVIE
『EXPERIENCE MOVIE (未公開のエクスペリエンス・ムービー)』（エクスペリエンス・ムービー みこうかいのエクスペリエンス・ムービー）は日本のロックバンド、THE YELLOW MONKEYの2枚目のオリジナル・アルバム。1993年3月1日に日本コロムビア・TRIADレーベルよりリリースされた。
2000年8月19日に廉価盤、2013年12月4日にリマスター盤Blu-spec CD2にて再発売。

## 解説
前作から約8か月と短いスパンで制作された2ndアルバム。2ndシングル『アバンギャルドで行こうよ』と同時発売された。前作同様売上は伸びなかったが、この時期に日本青年館で初のホールライブを実施するなど、動員数は着実に増やしていった。
「90年代における純愛」「後ろめたさ」「過去の自分との訣別」をテーマとしている。また、吉井は「1stアルバムがホワイトサイドであり、2ndはブラックサイドである」としており、「本当は2枚組で出したかった」と語っている。
6分半を越える長尺のバラードが3作（「4000粒の恋の唄」「フリージアの少年」「シルクスカーフに帽子のマダム」）収録されており、これには周囲の反対もあったが、吉井は「自分の中の『僕』『俺』『私』という3つをどうしても歌いたかった」と語っている。
ジャケット写真では、ベゼルの中の吉井が3rdアルバム『jaguar hard pain』に登場するジャガーの恋人マリーに女装している。吉井は「フランスの恋愛映画『ベティ・ブルー』をイメージして、モノクロでもっとドロドロした女装をしたかったんだけど、レコード会社がビビッて小綺麗にしてしまった」と語っている。

## 収録曲
| 全作詞・作曲: 吉井和哉（#3, 作曲: 菊地英昭、吉井和哉）、全編曲: THE YELLOW MONKEY。 |                                  |                                            |                                            |      |
| #                                                                                   | タイトル                         | 作詞                                       | 作曲・編曲                                 | 時間 |
| 1.                                                                                  | 「MORALITY SLAVE」               | 吉井和哉 （#3, 作曲: 菊地英昭 、吉井和哉） | 吉井和哉 （#3, 作曲: 菊地英昭 、吉井和哉） | 6:24 |
| 2.                                                                                  | 「DRASTIC HOLIDAY」              | 吉井和哉 （#3, 作曲: 菊地英昭 、吉井和哉） | 吉井和哉 （#3, 作曲: 菊地英昭 、吉井和哉） | 4:06 |
| 3.                                                                                  | 「LOVE IS ZOOPHILIA」            | 吉井和哉 （#3, 作曲: 菊地英昭 、吉井和哉） | 吉井和哉 （#3, 作曲: 菊地英昭 、吉井和哉） | 3:05 |
| 4.                                                                                  | 「仮面劇」                       | 吉井和哉 （#3, 作曲: 菊地英昭 、吉井和哉） | 吉井和哉 （#3, 作曲: 菊地英昭 、吉井和哉） | 4:51 |
| 5.                                                                                  | 「VERMILION HANDS」              | 吉井和哉 （#3, 作曲: 菊地英昭 、吉井和哉） | 吉井和哉 （#3, 作曲: 菊地英昭 、吉井和哉） | 3:33 |
| 6.                                                                                  | 「DONNA」                        | 吉井和哉 （#3, 作曲: 菊地英昭 、吉井和哉） | 吉井和哉 （#3, 作曲: 菊地英昭 、吉井和哉） | 4:59 |
| 7.                                                                                  | 「審美眼ブギ」                   | 吉井和哉 （#3, 作曲: 菊地英昭 、吉井和哉） | 吉井和哉 （#3, 作曲: 菊地英昭 、吉井和哉） | 3:52 |
| 8.                                                                                  | 「4000粒の恋の唄」               | 吉井和哉 （#3, 作曲: 菊地英昭 、吉井和哉） | 吉井和哉 （#3, 作曲: 菊地英昭 、吉井和哉） | 8:18 |
| 9.                                                                                  | 「アバンギャルドで行こうよ」     | 吉井和哉 （#3, 作曲: 菊地英昭 、吉井和哉） | 吉井和哉 （#3, 作曲: 菊地英昭 、吉井和哉） | 4:40 |
| 10.                                                                                 | 「フリージアの少年」             | 吉井和哉 （#3, 作曲: 菊地英昭 、吉井和哉） | 吉井和哉 （#3, 作曲: 菊地英昭 、吉井和哉） | 6:51 |
| 11.                                                                                 | 「SUCK OF LIFE」                 | 吉井和哉 （#3, 作曲: 菊地英昭 、吉井和哉） | 吉井和哉 （#3, 作曲: 菊地英昭 、吉井和哉） | 5:37 |
| 12.                                                                                 | 「PUFF PUFF」                    | 吉井和哉 （#3, 作曲: 菊地英昭 、吉井和哉） | 吉井和哉 （#3, 作曲: 菊地英昭 、吉井和哉） | 1:17 |
| 13.                                                                                 | 「シルクスカーフに帽子のマダム」 | 吉井和哉 （#3, 作曲: 菊地英昭 、吉井和哉） | 吉井和哉 （#3, 作曲: 菊地英昭 、吉井和哉） | 7:58 |
| 合計時間:                                                                           | 合計時間:                        | 65:31                                      |                                            |      |

### 楽曲解説
1. 「MORALITY SLAVE」
ベートーヴェンの『月光』から曲が始まる。本編直前に入っている声は吉井の語りを逆回転したもので、とてもえげつけない台詞となっている[4]。イントロのナレーションは劇団「梁山泊」の村松恭子が担当した。日本青年館でのライブでは、頭に袋を被せた裸の女性2人をステージに出す演出を行い、それ以来ライブで披露されることはなかったが、1996年12月の「メカラ ウロコ・7」のオープニングで女性（武道館のNGで裸ではない）の人数を2人から20人に増やし、久々に披露された。
2. 「DRASTIC HOLIDAY」
不倫をテーマにした曲[2]。
3. 「LOVE IS ZOOPHILIA」
インディーズ時代から存在した曲。
4. 「仮面劇」
5. 「VERMILION HANDS」
当時のライブでは吉井が白目を剥いて歌っていた[4]。
6. 「DONNA」
山中湖のリゾート・スタジオで録音された[4]。
この曲は1998年の12月28日の「メカラウロコ・9」以降披露されなかったが2019年12月28日の「メカラウロコ・29-FINAL-」にて20年ぶりに披露された。
7. 「審美眼ブギ」
ブラス・セクションを交えたアップテンポナンバー。当時ヒットを期待していた1stアルバムが思うように売れず、あまり良い評価をされなかったことを皮肉っている。歌詞内の「長さは50.56cm」とは1stアルバムのトータルタイムである[4]。
8. 「4000粒の恋の唄」
吉井曰く「恋に敗れたオカマの曲」[5]。吉井が青春時代を過ごした「女性たちへの懺悔の歌」であり、「だらしない男がそれを歌うとこが凄く重要だと思う」と語っている[2]。また、某女性歌手からカバーの要望があったが、吉井は「この曲は女性には歌えない。こんな情けない僕にしか歌えない」という理由で断っている[2]。『THIS IS FOR YOU〜THE YELLOW MONKEY TRIBUTE ALBUM』であがた森魚がカバーした。この楽曲は吉井があがたに影響を受けていた時期の曲でもある。
また2013年の吉井和哉ソロツアーにてこの曲がアコースティックアレンジで披露された。
またその際に3rd Album『jaguar hard pain』のジャケットに描かれたマリーの指輪をはめて歌った。
9. 「アバンギャルドで行こうよ」
2ndシングル。
10. 「フリージアの少年」
レゲエ調のリズム・パターンを導入したナンバー。吉井はタイトルのフリージアについて、「どんな花なのかを知らなかったため、特に意味はない」としたうえで、「水仙がナルシスだったら、普通とは違ったこんな屈折した男はフリージアと呼んでいいんじゃないかと」と語っている[2]。歌詞は吉井の生い立ちを綴った自叙伝となっており、「過去の自分との訣別の歌」と語っている[2]。
11. 「SUCK OF LIFE」
2ndシングル「アバンギャルドで行こうよ」カップリング。表記はないが、冒頭にパートが追加され、続けてフェードインに編集されたイントロに繋がる形のアルバムバージョンであり、ライブではこの形態で披露される。のちのベストアルバム収録に際してはこちらを(Album Version)、2ndシングルのカップリングを(Original Version)と表記している。
インディーズ時代から演奏されていたナンバー。ライブでは定番曲であり、吉井とギターの菊地英昭の絡みが披露されたり、間奏でメンバー紹介がされたりするなどのパフォーマンスがあり、演奏時間が20分を越えることもある。歌詞は男性の同性愛を描いている。後に『MOTHER OF ALL THE BEST』に収録された。2012年にナタリー×レコチョクで行われた人気投票で第3位となり、アルバム曲の中では最高位となった[6]。2013年に行われた『イエモン-FAN'S BEST SELECTION-』のファン投票で4位を獲得し、収録が決定した。
12. 「PUFF PUFF」
吉井が終始ファルセットで歌っている。70年代のアメリカのバンド・SPARKSにインスパイアされて作った曲である[4]。『THIS IS FOR YOU〜THE YELLOW MONKEY TRIBUTE ALBUM』でMORGAN FISHERがカバーした。
13. 「シルクスカーフに帽子のマダム」
「母」をテーマにした楽曲。この曲の主人公は次作『jaguar hard pain』に登場するジャガーの恋人マリーであり、収録曲の「Second Cry」にはこの楽曲がサンプリングされている。吉井は「波止場女の曲を洋楽チックにやってみたかった」「転機の一曲だった」と語っている[7]。 ギターソロは吉井と菊地英昭の二人が担当している[4]。

## 参加ミュージシャン
THE YELLOW MONKEY
- 吉井和哉：Vocal, Electric Guitar, Acoustic Guitar, Percussions
- 菊地英昭：Electric Guitar, Background Vocal
- 廣瀬洋一：Bass Guitar, Background Vocal
- 菊地英二：Drums

その他の参加ミュージシャン
- 古川貴司：Piano, Synthesizer, E.Piano, Programming
- 藤田忍、土屋美佳子(TYRANNOSAURUS)：Female Vocals
- 前田グループ：Strings
- Masahiro Fujii：Saxophone
- 鈴木正則：Trumpet
- 内田光昭：Trombone
- 細海魚：Accordion
- 村松恭子（新宿梁山泊）：Narration
- H.Munekiyo：Piano